# Koni-Ngani
Koni-Ngani är en ort i Komorerna.   Den ligger i distriktet Anjouan, i den centrala delen av landet, 140 km öster om huvudstaden Moroni. Koni-Ngani ligger 814 meter över havet och antalet invånare är 3 288. Den ligger på ön Anjouan.
Terrängen runt Koni-Ngani är kuperad österut, men västerut är den bergig. Havet är nära Koni-Ngani österut.  Närmaste större samhälle är Tsimbeo, 2,0 km nordväst om Koni-Ngani. 